# Europese kampioenschappen indooratletiek 1990
De Europese kampioenschappen indooratletiek 1990 werden van 3 tot en met 4 maart 1990 gehouden in de Kelvin Hall Arena in de Schotse stad Glasgow. Het was de eerste maal dat de kampioenschappen in het Verenigd Koninkrijk gehouden werden.

## Medailles

### Mannen
| Onderdeel            | Goud                                 | Goud     | Zilver                              | Zilver   | Brons                                                     | Brons    |
| -------------------- | ------------------------------------ | -------- | ----------------------------------- | -------- | --------------------------------------------------------- | -------- |
| 60 m                 | Linford Christie Verenigd Koninkrijk | 6,56     | Pierfrancesco Pavoni Italië         | 6,59     | Jiří Valík Tsjecho-Slowakije                              | 6,62     |
| 200 m                | Sandro Floris Italië                 | 21,01    | Nikolay Antonov Bulgarije           | 21,04    | Bruno Marie-Rose Frankrijk                                | 21,28    |
| 400 m                | Norbert Dobeleit West-Duitsland      | 46,08    | Jens Carlowitz Oost-Duitsland       | 46,09    | Cayetano Cornet Spanje                                    | 46,91    |
| 800 m                | Tom McKean Verenigd Koninkrijk       | 1.46,22  | Tomás de Teresa Spanje              | 1.47,22  | Zbigniew Janus Polen                                      | 1.47,37  |
| 1500 m               | Jens-Peter Herold Oost-Duitsland     | 3.44,39  | Fermín Cacho Spanje                 | 3.44,61  | Anthony Morrell Verenigd Koninkrijk                       | 3.44,83  |
| 3000 m               | Eric Dubus Frankrijk                 | 7.53,94  | Jacky Carlier Frankrijk             | 7.54,75  | Branko Zorko Joegoslavië                                  | 7.54,77  |
| 60 m horden          | Igors Kazanovs Sovjet-Unie           | 7,52     | Anthony Jarrett Verenigd Koninkrijk | 7,58     | Florian Schwarthoff West-Duitsland                        | 7,61     |
| 5000 m snelwandelen  | Michail Sjtsjennikov Sovjet-Unie     | 19.00,62 | Giovanni De Benedictis Italië       | 19.02,90 | Axel Noack Oost-Duitsland                                 | 19.08,36 |
| Verspringen          | Dietmar Haaf West-Duitsland          | 8,11     | Emiel Mellaard Nederland            | 8,08     | Robert Emmian Sovjet-Unie                                 | 8,06     |
| Hink-stap-springen   | Igor Lapsjin Sovjet-Unie             | 17,14    | Oleg Zakirkin Sovjet-Unie           | 16,70    | Tord Henriksson Zweden                                    | 16,69    |
| Hoogspringen         | Artur Partyka Polen                  | 2,33     | Arturo Ortiz Spanje                 | 2,30     | Gerd Nagel West-DuitslandDietmar Mögenburg West-Duitsland | 2,30     |
| Polsstokhoogspringen | Rodion Gataullin Sovjet-Unie         | 5,80     | Grigori Jegorov Sovjet-Unie         | 5,75     | Hermann Fehringer OostenrijkThierry Vigneron Frankrijk    | 5,70     |
| Kogelstoten          | Klaus Bodenmüller Oostenrijk         | 21,03    | Ulf Timmermann Oost-Duitsland       | 20,43    | Oliver-Sven Buder Oost-Duitsland                          | 20,20    |

### Vrouwen
| Onderdeel           | Goud                             | Goud     | Zilver                         | Zilver   | Brons                               | Brons    |
| ------------------- | -------------------------------- | -------- | ------------------------------ | -------- | ----------------------------------- | -------- |
| 60 m                | Ulrike Sarvari West-Duitsland    | 7,10     | Laurence Bily Frankrijk        | 7,13     | Nelli Cooman Nederland              | 7,14     |
| 200 m               | Ulrike Sarvari West-Duitsland    | 22,96    | Natalja Kovtoen Sovjet-Unie    | 23,01    | Galina Maltsjoegina Sovjet-Unie     | 23,04    |
| 400 m               | Marina Sjmonina Sovjet-Unie      | 51,22    | Iolanda Oanță Roemenië         | 52,22    | Judit Forgács Hongarije             | 53,02    |
| 800 m               | Ljoebov Goerina Sovjet-Unie      | 2.01,63  | Sabine Zwiener West-Duitsland  | 2.02,23  | Lorraine Baker Verenigd Koninkrijk  | 2.02,42  |
| 1500 m              | Doina Melinte Roemenië           | 4.09,73  | Sandra Gasser Zwitserland      | 4.10,13  | Violeta Beclea-Szekely Roemenië     | 4.10,44  |
| 3000 m              | Elly van Hulst Nederland         | 8.57,28  | Margareta Keszeg Roemenië      | 8.57,50  | Andrea Lange-Hahmann Oost-Duitsland | 9.00,31  |
| 60 m horden         | Ludmila Narozhilenko Sovjet-Unie | 7,74     | Monique Éwanjé-Épée Frankrijk  | 7,84     | Mihaela Pogăcean Roemenië           | 7,99     |
| 3000 m snelwandelen | Beate Anders Oost-Duitsland      | 11.59,36 | Ileana Salvador Italië         | 12.18,86 | Annarita Sidoti Italië              | 12.27,94 |
| Hink-stap-springen  | Galina Tsjistjakova Sovjet-Unie  | 14,14    | Helga Radtke Oost-Duitsland    | 13,63    | Ana Isabel Oliveira Portugal        | 13,44    |
| Verspringen         | Galina Tsjistjakova Sovjet-Unie  | 6,85     | Oljona Chlopotnova Sovjet-Unie | 6,74     | Helga Radtke Oost-Duitsland         | 6,66     |
| Hoogspringen        | Heike Henkel West-Duitsland      | 2,00     | Britta Bilač Oost-Duitsland    | 1,94     | Alina Astafei Roemenië              | 1,94     |
| Kogelstoten         | Claudia Losch West-Duitsland     | 20,64    | Natalja Lisovskaja Sovjet-Unie | 20,35    | Grit Hammer Oost-Duitsland          | 19,53    |

### Medailleklassement
| Plaats | Land                | Goud | Zilver | Brons | Totaal |
| 1      | Sovjet-Unie         | 9    | 5      | 2     | 16     |
| 2      | West-Duitsland      | 6    | 1      | 3     | 10     |
| 3      | Oost-Duitsland      | 2    | 4      | 5     | 11     |
| 4      | Verenigd Koninkrijk | 2    | 1      | 2     | 5      |
| 5      | Frankrijk           | 1    | 3      | 2     | 6      |
| 6      | Italië              | 1    | 3      | 1     | 5      |
| 7      | Roemenië            | 1    | 2      | 3     | 6      |
| 8      | Nederland           | 1    | 1      | 1     | 3      |
| 9      | Oostenrijk          | 1    | 0      | 1     | 2      |
| 9      | Polen               | 1    | 0      | 1     | 2      |
| 11     | Spanje              | 0    | 3      | 1     | 4      |
| 12     | Bulgarije           | 0    | 1      | 0     | 1      |
| 12     | Zwitserland         | 0    | 1      | 0     | 1      |
| 14     | Hongarije           | 0    | 0      | 1     | 1      |
| 14     | Joegoslavië         | 0    | 0      | 1     | 1      |
| 14     | Portugal            | 0    | 0      | 1     | 1      |
| 14     | Tsjecho-Slowakije   | 0    | 0      | 1     | 1      |
| 14     | Zweden              | 0    | 0      | 1     | 1      |
| Totaal | Totaal              | 25   | 25     | 27    | 77     |

1970 ·
1971 ·
1972 ·
1973 ·
1974 ·
1975 ·
1976 ·
1977 ·
1978 ·
1979 ·
1980 ·
1981 ·
1982 ·
1983 ·
1984 ·
1985 · 
1986 · 
1987 · 
1988 · 
1989 · 
1990 · 
1992 · 
1994 · 
1996 · 
1998 · 
2000 · 
2002 · 
2005 · 
2007 · 
2009 ·
2011 ·
2013 ·
2015 ·
2017 ·
2019 ·
2021 ·
2023 ·
2025
Belgische medaillewinnaars · Nederlandse medaillewinnaars